# 石谋军
石谋军（1968年2月—），男，苗族，湖南沅陵人，中华人民共和国政治人物。大学学历，农业推广硕士。现任中共甘肃省委副书记。

## 生平
1990年6月加入中国共产党。1991年毕业于湖南农学院职业技术师范部作物专业。同年7月参加工作。
2017年2月任西藏自治区人民政府副主席。2020年7月，任中共甘肃省委常委、秘书长。2021年7月，任甘肃省人民政府常务副省长。2022年1月，任中共甘肃省委组织部部长。2023年12月，升任中共甘肃省委副书记。